# Preziosität

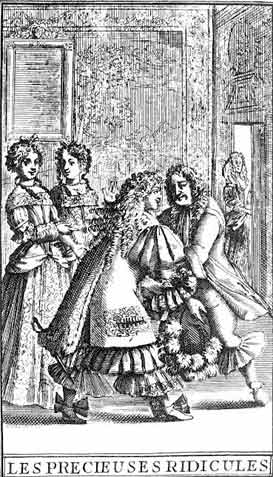
Frontispiz zu Molières Les Précieuses ridicules, Ausgabe von 1682

Als preziös und Preziosität (von französisch précieux „edel“, „kostbar“, „affektiert“ und préciosité „Affektiertheit“, „Geziertheit“) galten in Frankreich etwa seit Mitte des 17. Jahrhunderts Lebens-, Empfindungs- und Ausdrucksweisen von äußerster oder übersteigerter Kultiviertheit; diese wurden vorab der Pariser Salonkultur zugeschrieben, und die Begrifflichkeit fand insbesondere im abschlägigen Namen Preziöse für ein weibliches Publikum Anwendung, das sich in genannter Art höchst auffällig hervorgetan haben soll.
Eine programmatisch handelnde Bewegung oder Gruppe bestimmter Frauen und Männer waren Preziosität und Preziöse allerdings nicht. Die jüngere Forschung, die den Begriff der Preziosität in ein emanzipatorisches Umfeld setzt, versteht „die Preziösen“ sogar als travestierende Schöpfung der Literatur und Literaturkritik ihrer Zeit mit Molières Theaterstück Les Précieuses ridicules (Die lächerlichen Preziösen, uraufgeführt 1659, gedruckt 1660) als Dreh- und Angelpunkt. Als der größere Rahmen, in dem sich die Begriffsprägung vollzog, gelten die gesellschaftlichen und kulturellen Debatten der querelle des femmes und der querelle des anciens et des modernes.

## Gesellschaft und Kultur

### Machtpolitik und Gesellschaftswandel

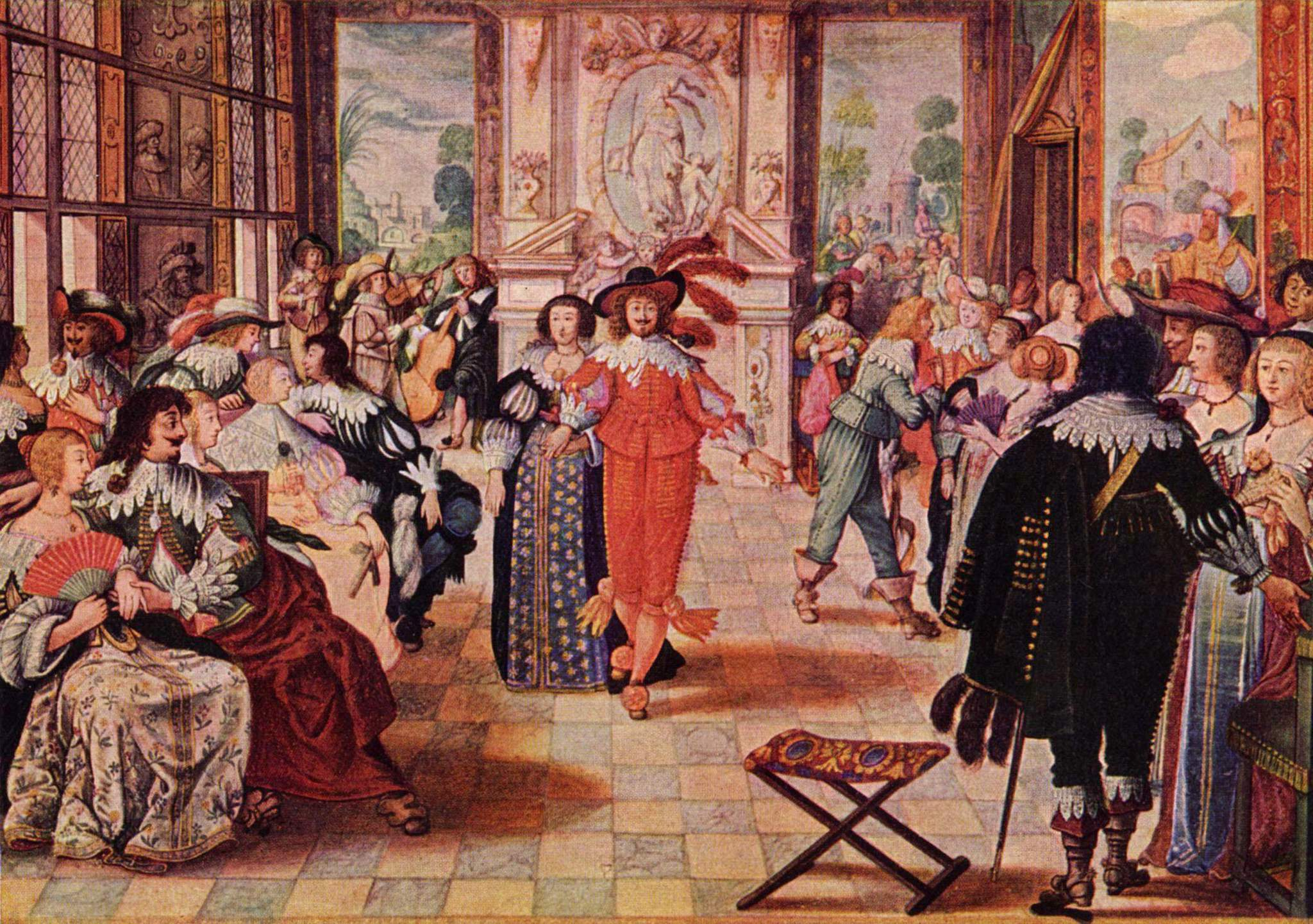
Abraham Bosse: Der Ball; um 1635.

Den Hintergrund für den Begriff der Preziosität bildeten die zivilisatorische Gegenbewegung Frankreichs nach den Verrohungen der Hugenottenkriege und die tiefgreifende Wandlung, die der Absolutismus unter Ludwig XIII. und Ludwig XIV. mit sich brachte. Die neue gesellschaftspolitische Anordnung fand in der Formel la cour et la ville („der Hof und die Stadt“) ihren Ausdruck. Während mit „dem Hof“ der auf standesgemäßes Auftreten im Louvre und später in Versailles beschnittene alte Adel gemeint war, bezeichnete „die Stadt“ das gehobene Bürgertum und die aus ihm hervorgegangene noblesse de robe, den neuartigen Amtsadel. Beide Gesellschaftskreise schlossen sich seit Beginn des 17. Jahrhunderts in dem Maße zusammen, wie die königliche Machtbündelung ihre Stellung schwächte, und sie fanden für ihre politischen Verluste einen Gegenwert in kultureller Entfaltung. Die zahlreiche Savoir-vivre-Literatur des 17. Jahrhunderts – beispielsweise Eustache de Refuge: Traité de la cour (1616), Nicolas Faret: L’Honnête Homme ou l’art de plaire à la cour (1630), Chevalier de Méré: Les Conversations (1668–1669) und Le Discours (1671–1677) – förderte die Angleichung der Kreise, indem sie mittels der Unterweisung in feinen Sitten den kriegerischen alten Adel zu zähmen und den noch nicht salonfähigen neuen Adel zu veredeln half.
Im Zeichen dieser sozialpädagogischen Traktate und der Essais von Montaigne setzten in den 1630er Jahren moralische Erörterungen ein, aus denen Maßstäbe für eine neue Gesellschaftskultur in der Form der honnêteté („Rechtschaffenheit“, „Ehrbarkeit“) erwuchsen. Dem Menschenbild, das sich damit verband, war galante Conduite eigentümlich: Anstand, Bildung, Schicklichkeit, Hemmung der Gemütsbewegungen. Mit der honnêteté ging die Forderung einher, sich verschiedensten Milieus anzupassen und dem jeweiligen Gegenüber kunstvoll zu gefallen, so dass jede Hürde im zwischenmenschlichen Umgang zu meistern war. Einen wichtigen Einfluss auf dieses Ideal hatte Descartes’ Traité sur les passions de l’âme (1649), worin die Überwindung der Leidenschaften angekündigt wurde. Der unbedingte Verzicht auf Naturell und Eigennutz sollte den liebenswürdigen und gänzlich vergesellschafteten Menschen schaffen, für den der Bildungs- und der Seelenadel und nicht allein der Geburtsadel zählten.

### Geselligkeitskultur und Geschlechterbeziehung
Um der Präsenzpflicht am Hof des Königs nachzukommen, sah sich die Aristokratie gezwungen, ihre ländlichen Herrschaftsdomänen in der Provinz zu verlassen. Dies begünstigte die Entwicklung schöngeistiger Zirkel als Ausdruck der neuen Geselligkeitskultur, denn in Paris entstanden zahlreiche Adelspalais und verwandelten sich im Austausch mit bürgerlichen Lebensformen zum literarischen Salon oder zur ruelle („Kämmerlein“). Hier entfaltete sich ein kulturelles Verfeinerungsstreben mittels viel modischen Gepränges, einiger Koketterie und kunstvoll ritualisierter Tänze, doch vor allem dank literarischer Stegreifdarbietungen und geistreicher Konversationsspiele. Die Grenzen des „Bildungsadels“ zog der bon sens („gesunder Menschenverstand“), der mit Blick auf gesellschaftliche Verwertbarkeit die gefällige Plauderei und Leichtigkeit des Stils jenseits klassischer Regeln über das pedantische Fachwissen erhob. Der bürgerliche Literaturkritiker Jean Chapelain berichtete 1638 zum Hôtel de Rambouillet, das bis zur Fronde in der Mitte des 17. Jahrhunderts gesellschaftlich tonangebend war: « On n’y parle point savamment, mais on y parle raisonnablement, et il n’y a lieu du monde où il y ait plus de bon sens et moins de pédanterie. » (deutsch: „Man spricht hier überhaupt nicht gelehrt, sondern mit Verstand, und nirgendwo sonst auf der Welt gibt es mehr bon sens und weniger Pedanterie.“) Der Chevalier de Méré formulierte dies als: « Ce qu'on appelle estre sçavant n’y sert que bien peu. » (deutsch: „Was man als gelehrt zu sein bezeichnet, hilft hier nur sehr wenig.“)

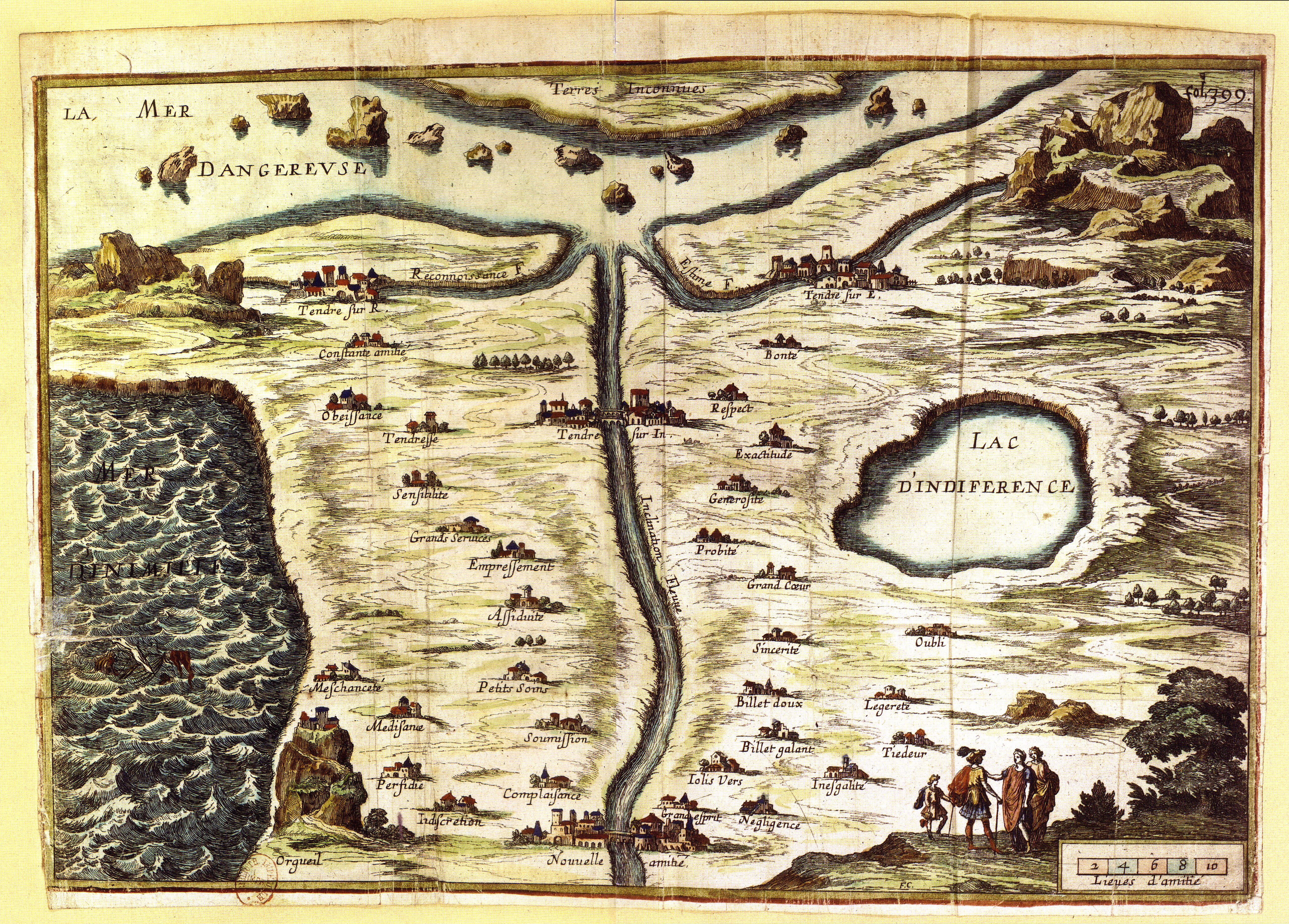
François Chauveau: Pays de Tendre; 1654.

Oft standen in den Salons die adeligen Damen im Mittelpunkt. Catherine de Vivonne im Hôtel de Rambouillet, danach Madeleine de Scudéry mit ihren Samedis („Samstagsempfänge“), die Marquise de Sévigné oder Madame de La Fayette führten in den Dutzenden von Pariser Zirkeln die verschiedenen Adelskreise mit bürgerlichen Autoren zusammen. Die dort entsprechend der honnêteté gepflegte Vergeistigung der Geschlechterbeziehungen setzten zeitgenössische Phantasiekarten in Bilder um; berühmt wurde das in seinen Umrissen an Frankreich erinnernde Pays de Tendre („Land des zarten Umgangs“) aus de Scudérys Roman Clélie, histoire romaine (1654–1660). Ein „Königreich der Preziösen“ wird in den 1650er Jahren wie folgt beschrieben.:

« On s’embarque sur la Rivière de Confidence pour arriver au Port de Chuchoter. De là on passe par Adorable, par Divine, et par Ma Chère, qui sont trois villes sur le grand chemin de Façonnerie qui est la capitale du Royaume. A une lieue de cette ville est un château bien fortifié qu'on appelle Galanterie. Ce Château est très noble, ayant pour dépendances plusieurs fiefs, comme Feux cachés, Sentiments tendres et passionnés et Amitiés amoureuses. Il y a auprès deux grandes plaines de Coquetterie, qui sont toutes couvertes d’un côté par les Montagnes de Minauderie et de l’autre par celles de Pruderie. Derrière tout cela est le lac d’Abandon, qui est l’extrémité du Royaume. »

„Man schifft sich auf dem Fluss der Zuversicht ein und gelangt in den Hafen der Geheimniskrämerei. Von dort aus kommt man auf dem Weg nach Überhöflich, der Hauptstadt des Königreiches, an den drei Städten Anbetungswürdige, Göttliche und Meine Liebe vorbei. Eine Meile vor dieser Stadt befindet sich das gut befestigte Schloss namens Galanterie. Dieses Schloss ist sehr edel und hat mehrere Außenforts zum Lehen wie Verborgene Feuer, Zarte Gefühle und Liebelei-Freundschaft. Gleich daneben sind zwei große Ebenen der Koketterie, die ganz eingefasst sind von den Bergen der Ziererei und der Prüderie. Hinter all diesem ist der See der Verlassenheit am äußersten Ende des Königreichs.“

Insgesamt brach sich im gesellschaftlichen Leben eine Aufwertung alles Weiblichen Bahn, und Frauen erlangten ein kulturelles Ansehen wie nie zuvor; die Zahl der femmes de lettres war beeindruckend. Diese Entwicklung konnte auf einer bereits seit dem 16. Jahrhundert andauernden emanzipatorischen Debatte über die Stellung der Frauen gegenüber den Männern (querelle des femmes) aufbauen, in der mit naturrechtlichen Begründungen gleiche Bildung oder das Ende der Zwangsheiraten eingefordert wurden. Für die zahlreichen frauenfreundlichen Streitschriften dieser Zeit – so Pierre Le Moyne: Galerie des femmes fortes (1647), Marie de Gournay: Égalité des hommes et de femmes (1662), François Poullain de La Barre: De l’égalité des deux sexes (1673) – standen die Regentinnen Maria de’ Medici und Anna von Österreich Pate. Die neuplatonisch begründete Verklärung der Frau als Hüterin der Ordnung machte diese in den Salons zur Autorität in Fragen des guten Geschmacks und ließ sie in besonderem Maß mit der Preziosität in Verbindung bringen.

### Sprachlich-literarische Entwicklungen
Schriftsteller und Sprachwissenschaftler besuchten regelmäßig die Salons. Neben einer kunstvollen Gesprächskultur, die spitzfindige Betrachtungen zu Ästhetik oder Liebe hervorbrachte, waren die Salons auch angesichts poetologischer und linguistischer Erörterungen und überhaupt für die literarische Kultur Frankreichs von großer Bedeutung. Aus einem Zirkel der 1620/30er Jahre, dem des Valentin Conrart, entstand 1635 die Académie Française. Zum Erbe der Zeit gehören sowohl Rechtschreibregelungen und Vereinfachungen wie unter dem Einfluss und im Austausch mit analogen Tendenzen in anderen europäischen Ländern (Marinismus in Italien, Gongorismus in Spanien oder Euphuismus in England) auch Wortschöpfungen, die eine hochstilisierte Eigenart anstrebten. Die Unterhaltungswünsche und die Interessenlagen der Salonbesucher trugen zur Entwicklung neuer und zur Weiterentwicklung bestehender literarischer Genres und Gattungen bei. Gerade nicht-kanonische Kleingattungen eigneten sich für das anspruchsvolle Konversationsspiel. Neben der leichten Poesie, für die Vincent Voiture stand, sind Charakterporträt, Epigramm, Aphorismus, Maxime, Lehrgespräch, Epistel zu nennen. Ein natürlicher, umgangssprachlicher Ausdruck sollte es erlauben, Erhabenes ohne Aplomb und Alltägliches ohne Plattitüde darzustellen. Die Leitgedanken zu dieser écriture galante („galanter Stil“) entwickelte Paul Pellisson, Sekretär des Finanzministers und Grossmäzens Nicolas Fouquet. Ein wichtiger Vertreter dieses Stils ist Isaac de Benserade.
Nachhaltige Wirkung hatten die literarischen Versuche und Vorlieben in den Salons nicht zuletzt auf die romaneske Erzählung. Ungeachtet dessen, dass sie gelehrter Verachtung unterlagen, fanden gerade überbordende, vielbändige Romane insbesondere in der Adelssphäre viele Liebhaber. Es gab Genres für jeden Geschmack wie den Schäferroman der jugendlichen Liebe, den Schelmenroman der Alltagssphäre oder den galanten Roman über ferne Zeiten und Länder. Den Höhepunkt dieser Entwicklung stellte La Princesse de Clèves (1678) von Madame de Lafayette dar. In entscheidender Neuausrichtung und im Gegensatz zum reinen Handlungsroman entstand der Roman der inneren Befindlichkeit. Er widerspiegelte die mangels wichtiger gesellschaftlicher Tätigkeit immer einfühlsamere Selbstbetrachtung des Adels in seinem Reduit, das der Salon und die menschlichen Beziehungen bildeten. Das eigentliche Lehrbuch der honnêtes gens („ehrbare Gesellschaft“)  schuf Honoré d’Urfé in seinem fünftausend Seiten langen Schäferroman Astrée (1607–1627), der – durchsetzt mit Zwiegesprächen, Briefen und Gedichten – ein überbordendes Arrangement galanten Verhaltens war. Als unverkennbare Autorin der Preziosität sollte später allerdings Madeleine de Scudéry mit ihren Romanzyklen Clélie und Artamène, ou le grand Cyrus (1649–1653) gelten.

## Preziosität und Preziöse

### Abbé de Pure, Molière und Somaize
Die zahlreichen Erscheinungen gesellschaftlich-kultureller Verfeinerung und Distinktion wurden bis in die zweite Hälfte des 17. Jahrhunderts wahrgenommen, ohne dass die Öffentlichkeit sie auf einen inhaltlich festgelegten Begriff namens „Preziosität“ taufte. Ab 1654 wurden erstmals Frauen als „preziös“ beschrieben; das Wort hatte dabei die Bedeutung von gesellschaftlich „angesehen“ oder „wichtig“. Doch blieb es bei einzelnen namentlichen Nennungen, die meist anerkennend waren und in der Fülle des Gedruckten nicht weiter auffielen. Unter all den inhaltlich kurzen und kaum aussagekräftigen Texten sticht allein Abbé Michel de Pures La Précieuse, ou le Mystère des ruelles (1656–1658) heraus. Der vierbändige Roman spielt in der Themenwelt der querelle des femmes und bezeichnet seine erdichteten, vergeistigten Heldinnen als „Preziöse“, aber ohne dieses Wort à la mode im Verlauf eines gewundenen Handlungsstranges und am Ende eines utopischen Lebensentwurf genauer zu bestimmen. Dem Werk blieb der Erfolg offenbar versagt, und es fand nur wenige Leser.
Zum Wendepunkt für die öffentliche Aufmerksamkeit wurde Molières Theaterstück Les Précieuses ridicules („Die lächerlichen Preziösen“), das erstmals am 18. November 1659 zur Aufführung kam. Die Prosafarce in einem Akt fand beim Publikum hervorragenden Anklang und wurde innerhalb eines Jahres über vierzig Mal gespielt. Sie war so erfolgreich, dass der Autor Antoine Baudeau de Somaize das Sujet in mehreren Werken geradezu auswalzte und für sich vereinnahmte, während er Molière vorwarf, bei de Pure abgekupfert zu haben. Somaize veröffentlichte 1661 Le grand dictionnaire des pretieuses („Das große Wörterbuch der Preziösen“), das auch einen bereits im Vorjahr eigens herausgegebenen Clef de la langue des ruelles („Schlüssel zur Sprache der Kämmerlein“) enthielt. Der Dictionnaire, der in der Art eines volkstümlichen Lexikons geschrieben ist, bezeichnete rund vierhundert französische Persönlichkeiten als Akteure der Preziosität und erklärte dieselbe zum Massenphänomen. Dieses Who’s who des Gesellschafts- und Kulturlebens ist verschlüsselt und folgt der Namens- und Begriffswelt des Altertums. Frankreich wird zu „Griechenland“, Paris zu „Athen“, das Hôtel de Rambouillet zum „Palast der Roselinde“, die Marquise de Sévigné erscheint als „Sophronie“, Mademoiselle de Scudéry als „Sophie“.
Somaize gab folgende Schilderung einer Preziösen:

« Je suis certain que la premiere partie d’une pretieuse est l’esprit, et que pour porter ce nom il est absolument necessaire qu'une personne en ait ou affecte de paroistre en avoir, ou du moins qu’elle soit persuadée qu’elle en a. »

„Ich bin mir gewiss, dass bei einer Preziösen der Geist an vorderster Stelle steht, und um eine Preziöse genannt zu werden, ist es unbedingt notwendig, dass eine Person Geist besitzt oder es schafft, geistvoll zu wirken, oder wenigstens selbst davon überzeugt ist, Geist zu besitzen.“

Allerdings schränkte er ein, dass nicht jede Frau von Geist auch preziöse sei:

« Ce sont seulement celles qui se meslent d’escrire ou de corriger ce que les autres escrivent, celles qui font leur principal de la lecture des romans, et surtout celles qui inventent des façons de parler bizarres par leur nouveauté et extraordinaires dans leurs significations. »

„Das sind nur diejenigen, die sich um das Schreiben oder um das Verbessern dessen kümmern, was andere schreiben; diejenigen, für die an erster Stelle die Lektüre von Romanen steht, und vor allem diejenigen, die sonderbare neue und durch ihre Bedeutung außerordentliche Redensarten erfinden.“

Als Übersetzungshilfe für diese Redensarten bot sich der Clef an. In ihm finden sich viele der wegen ihrer Geschraubtheit und ihres Schwulsts, ihrer sprachlichen Artistik und bizarren Metaphorik als typisch preziös bezeichneten Wendungen und Floskeln wie les commodités de la conversation („Annehmlichkeiten des Gesprächs“) für den Sessel und le conseiller des grâces („Ratgeber der Grazien“) für den Spiegel oder die Anrede ma chère („meine Liebe“) und die hyperbolischen und stilistisch auffälligen Adverbien auf -ment (effroyablement, furieusement).

### Literarische und literaturkritische Begriffsprägung

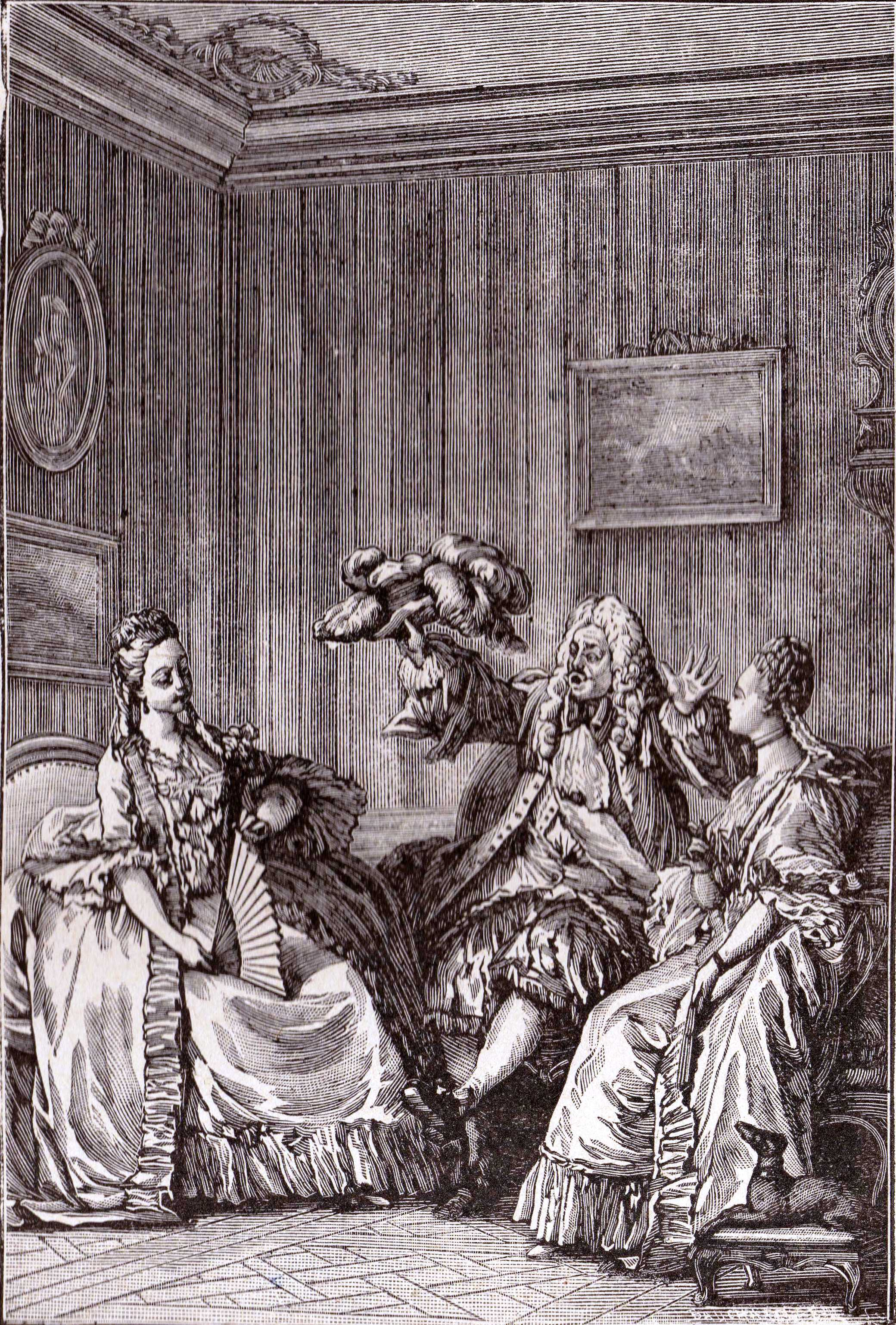
Jean-Michel Moreau: Illustration zu Molières Les Précieuses ridicules, Szene 9; vor 1814. Mascarille: – Cathos:

Somaizes Dictionnaire hat literarischen Charakter und sein Clef zitiert aus Molières satirischer Bühnenprosa (wie auch aus den Werken anderer Autoren); dennoch wurden diese Publikationen zu Referenzwerken für das in der Folge überlieferte Bild eines geschichtlich wirksamen Preziösentums in Paris und den französischen Provinzstädten. Die Zeitgenossen unterschieden zunächst zwischen achtenswerten und lächerlichen Preziösen. Molière selbst schrieb: « …les véritables précieuses auraient tort de se piquer lorsqu'on joue les ridicules qui les imitent mal. » (deutsch: „…die echten Preziösen wären zu Unrecht empört, wenn man sein Spiel mit den lächerlichen treibt, die sie schlecht nachahmen.“) Gemäß Gilles Ménage fand die Aufführung durchaus die Zustimmung der feinen Gesellschaft:

« J’étais à la première représentation le 18 novembre 1659 des Précieuses ridicules de Molière au Petit-Bourbon. Mademoiselle de Rambouillet y était, Mme de Grignan, tout l’hôtel de Rambouillet, M. Chapelain et plusieurs autres de ma connaissance. La pièce fut jouée avec un applaudissement général… »

„Ich besuchte die Uraufführung der Précieuses ridicules von Molière am 18. November 1659 im Petit-Bourbon. Mademoiselle de Rambouillet war da, Madame de Grignan, das ganze Hôtel de Rambouillet, Monsieur Chapelain und mehrere andere aus meiner Bekanntschaft. Das aufgeführte Stück fand allgemeinen Beifall…“

Das Publikum, das womöglich vor den Kopf hätte gestoßen werden können, anerkannte offenbar den beschwichtigenden Wink mit den Namen der zwei Protagonistinnen: Zwar tragen Magdelon und Cathos Koseformen der Vornamen von Madeleine de Scudéry und Catherine de Vivonne, aber sie wollen gerade nicht so wie diese vorbildhaften Salondamen, sondern lieber „Polyxène“ und „Aminte“ genannt werden. 1690 zergliederte Antoine Furetière in seinem Dictionnaire universel den Begriff Précieuse in ähnlicher Weise wie Molière:

« Précieuse, est aussi une epithete qu’on a donné cydevant à des filles de grand merite & de grande vertu, qui sçavoient bien le monde & la langue: mais parce que d’autres ont affecté & outré leurs manieres, cela a descrié le mot, & on les a appellées fausses precieuses, ou precieuses ridicules, dont Moliere a fait une Comedie, & de Pures un Roman. On a appellé aussi un mot precieux, un mot factice & affecté, une maniere extraordinaire de s’exprimer. »

„‚Preziöse‘ ist auch ein Beiname, den man früher den Damen von großem Verdienst und hoher Tugend gab, die viel von der Gesellschaft und der Sprache verstanden. Weil aber andere sich ein affektiertes und überspanntes Gebaren zulegten, wurde das Wort anstößig, und man hat ihnen den Namen ‚falsche‘ oder ‚lächerliche Preziöse‘ gegeben, über die Molière eine Komödie und de Pure einen Roman geschrieben haben. ‚Preziös‘ hat man auch ein Wort genannt, das künstlich und affektiert ist, eine ausgefallene Art und Weise sich auszudrücken.“

Die intensive literarische und publizistische Beschäftigung mit den Preziösen dauerte bis Mitte der 1660er Jahre an, Molières Stücke von 1661 bis 1663, L’École des maris, L’École des femmes und La Critique de l’École des femmes, hielten sich wie die Précieuses ridicules weiterhin am Gegenstand selbstbestimmter weiblicher Bildung und Partnerwahl. Doch auch danach blieb Preziosität ein Thema, und ihre Negativtypologie verfestigte und simplifizierte sich mit dem Literaturkritiker und Schriftsteller Nicolas Boileau. Gekünsteltes, nicht standesgemäßes Benehmen, geschraubte Wortwahl, Modetorheit sowie Prüderie – alles bereits in Molières Spottbild angedeutet oder ausgebreitet – wurden zu den Hauptvorwürfen an die Preziösen. Boileau war Mitglied der Académie française und hatte ein weit reichendes Beziehungsnetz gesponnen, das er für seine Anerkennung als ästhetische Autorität erfolgreich spielen ließ. In der querelle des anciens et des modernes, der Debatte zur Vorbildhaftigkeit der Antike, nahm er kompromisslos Partei zugunsten der anciens. Über den in der klassischen Gattungspoetik gar nicht vorgesehenen Roman und namentlich über Madeleine de Scudérys Le grand Cyrus und Clélie urteilte er mit Häme, er nannte sie „kindische“ Werke (Dialogue des héros de roman, 1668). Im Austausch mit Boileaus Literaturkritik standen seine feindseligen Auslassungen über Frauen und das weibliche Lesepublikum, das in seiner Mehrheit die unklassischen Werke der modernes bevorzugte. (Charles Sorel hielt in seiner Bibliothèque françoise (1664) fest, dass überwiegend Frauen, Höflinge sowie die Pariser Juristen und Financiers zu Romanen griffen.) Seine zehnte Satire (1694), contre les femmes („gegen die Frauen“), brach endgültig den Stab über die Preziösen. Boileau erklärte sie am Ende des 17. Jahrhunderts für überlebt und Molière als verantwortlich dafür.

« …une précieuse,
Reste de ces esprits jadis si renommés,
Que d’un coup de son art Molière a diffamés.
De tous leurs sentiments cette noble héritière
Maintient encore ici leur secte façonnière.
C’est chez elle toujours que les fades auteurs
S’en vont se consoler du mépris des lecteurs. »

„.…eine Preziöse,
Ein Relikt dieser einst so namhaften Gestalten,
Die Molières Kunst mit einem Schlag in Verruf brachte.
Diese gefühlsselige, noble Erbin
konserviert hier deren Schmeichlergefolge.
Zu ihr ist es, wohin alle abgestandenen Autoren stets
sich verziehen, um Trost zu finden für die Verachtung der Leser.“

Auch Gilles Ménage deutete in der Rückschau die Uraufführung der Précieuses ridicules als Wendepunkt:

« J'en fus si satisfait en mon particulier que je vis dès lors l’effet qu’elle allait produire. […] Au sortir de la Comédie, prenant M. Chapelain par la main: Monsieur, lui dis-je, nous approuvions vous et moi toutes les sottises qui viennent d'être critiquées si finement, et avec tant de bon sens; mais croyez-moi, pour me servir de ce que S. Rémi dit à Clovis; il nous faudra brûler ce que nous avons adoré et adorer ce que nous avons brûlé. Cela arriva comme je l’avais prédit, et dès cette première représentation, l’on revint du galimatias et du style forcé. »

„Ich persönlich war so zufrieden [mit dem Stück], dass ich sogleich dessen Auswirkungen erkannte. […] Als ich aus der Komödie ging, nahm ich Monsieur Chapelain bei der Hand und sagte ihm: ‚Monsieur, Sie und ich, wir fanden doch gefallen an den Narreteien, die eben so feinsinnig und mit gutem Verstand kritisiert worden sind; aber glauben sie mir, um es mit den Worten des hl. Remigius an Chlodwig zu sagen: Wir müssen in Zukunft verbrennen, was wir bisher angebetet haben, und anbeten, was wir bisher verbrannt haben.‘ Es kam so, wie ich es vorhergesagt hatte, und seit dieser ersten Aufführung kam man ab vom Wortwirrwarr und vom geschraubten Stil.“

Nicolas Boileau war der letzte Stiltheoretiker des Zeitalters Ludwigs XIV. und legte für die Folgezeit rigoros fest, was zum eng gefassten Kanon des grand siècle der französischen Literatur gehörte und was der Rezeption entzogen gehörte. Seit der französischen Klassik stand als kulturgeschichtlicher Gemeinplatz fest, dass nach den glanzvollen Zeiten des einzigartigen Hôtel de Rambouillet die Preziosität – nunmehr ohne zwischen „echten“ und „falschen“ Preziösen zu unterscheiden – eine lächerliche Erscheinung provinziell-verbürgerlichter Selbstüberschätzung und blaustrümpfiger Manieriertheit gewesen sei.

### Historische Existenz
Die wenigen Beschreibungen von historischen Frauen oder Männern als preziöse Persönlichkeiten, die es vor Molière und Somaize gab, und das Fehlen jeder Selbstbezeichnung in dieser Art erlauben weder eine Typologie des oder der Preziösen noch die Bezeichnung eines preziösen Personenkreises. Textkritische Analysen der als preziöse bezeichneten Werke Madeleine Scudérys zeigen sogar, dass auch ihre Romane den gleichen verzerrten Stilwillen kritisierten, wie man ihn sich in den antipreziösen Zerrbildern gemeinhin vorstellte. Aufgrund der dünnen Quellenlage ist es unmöglich, eine eigentliche preziöse Literaturströmung zu finden; Publikationen also, die an ein besonderes Publikum gerichtet waren und sich in Form und Stoffwahl von der üblichen écriture galante deutlich unterschieden. Im Gegenteil war das, was in antipreziösen Texten erschien, fiktive preziöse Literatur, so beispielsweise der groteske Vierzeiler in Les Précieuses ridicules, Szene 9:

« Oh! Oh! je n'y prenais pas garde:
Tandis que, sans songer à mal, je vous regarde,
Votre œil en tapinois me dérobe mon cœur.
Au voleur, au voleur, au voleur! »

„Ach! Ach! Acht gab ich nicht mehr:
Als ohne Arg ich euch schaut’,
Euer Aug' mein Herz still mir raubt.
Dem Dieb hinterher, hinterher, hinterher!“

Diese Scheinliteratur lehnte sich am ehesten an die Fortsetzungen der Bagatell- und Stegreifdichtung im Hôtel de Rambouillet an. Diese hatte durch ihre Verpflanzung in epigonale Zirkel viel von ihrem Schliff eingebüßt. Sie drohte, wie im Fall der bouts-rimés (Sonette, die nach vorgegebenen Endreimen zu vervollständigen und von Ménage in aller Munde gebracht worden waren) zum seichten, bloß unterhaltenden Verseschmieden zu verkommen. Der bekannteste bout-rimé, Mitte der 1650er Jahre zigfach imitiert, handelte von der Trauer über einen toten Hauspapagei und was alles erst geschehen muss, bevor dieser vergessen geht:

« Plutôt le procureur maudira la chicane,
Le joueur de piquet voudra se voir capot,
Le buveur altéré s'éloignera du pot
Et tout le parlement jugera sans soutane […] »

„Eher wird der Staatsanwalt den Rechtskniff verdammen,
der Kartenspieler matsch sein wollen,
der Saufbold sich von der Flasche fern halten
und das Gericht ohne Amtskleid urteilen […]“

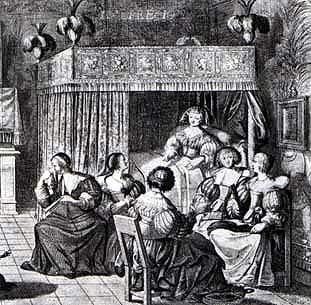
Abraham Bosse: Ein Kämmerlein; vor 1676.

Es gab höchst verfeinerte Lebens-, Empfindungs- und Ausdrucksweisen in Sprachgebrauch und Lebensführung, die preziöse genannt werden, aber auch als Koketterie und dichterische Galanterie der Salonkultur gelten konnten; es existierten jedoch nicht diejenige Preziösität und ihre Verstiegenheiten, über die Molière und die anderen Autoren erstmals von der Mitte der 1650er bis Mitte der 1660er Jahre zu schreiben schienen beziehungsweise vorgaben. Die zwei lachhaften Provinzlerinnen Magdelon und Cathos und ihre Torheiten dienten Molière als Aufhänger für eine grundsätzliche Kritik, die zur gleichen Zeit auch La Rochefoucauld in Bezug auf amour propre („Selbstliebe“) und hypocrisie („Unwahrhaftigkeit“) als wichtigste Antriebsfedern für Dekadenzerscheinungen der honnêtes gens entwickelte. Molières Attacke auf eine in der Oberfläche befangene und sich selbst genügende Gesellschaft nahm den Weg über eine gesellschaftliche Travestie und Anspielungen auf das stilistische und thematische Wirken Gilles Ménages und Paul Pellissons; was letztlich sogar das Mäzenatentum des Finanzministers Nicolas Fouquet angriff, der sich in einer Art zweitem Königshof mit Literaten und Künstlern wie den zwei genannten umgab. Molière schrieb sich damit ins Wohlwollen des Königs, der ihn die nächsten Jahre protegierte. Sein Stück nahm eine aufkeimende Auseinandersetzung zwischen dem Herrscher und seinen Rivalen innerhalb der Regierung und in den Salons auf. Das um 1659 gesellschaftlich noch nicht eindeutig festgelegte Wort „preziös“ und die Betonung, dass es echte und lächerliche Preziösen gebe, verschafften den Dichtern Unverfänglichkeit; sie verarbeiteten derart, was die französische Elite lang und breit beschäftigte: Sowohl eine Anzahl Machtkämpfe als auch Streitfragen um die Stellung der Frau und um die Wertung der literarischen Gattungen. Aufgrund der immer wichtigeren Kultur wetteiferten die Kreise um die femmes de lettres in zunehmendem Maße mit dem Hof um Einfluss und Ansehen in der Gesellschaft. Die königliche Kulturpolitik bemühte sich daher um ihre Ausschaltung. Ein Spiegel dieser Konkurrenz ist die Schlussszene der Précieuses ridicules; der einst unangefochtene Herr im Haus Gorgibus verwirft die weibliche Lust am Lesen in Bausch und Bogen, da sie seine geregelte Welt in völlige Unordnung gebracht hat und seine Allgewalt entzaubert worden ist. Das Jahr 1661, als Ludwig XIV. selbst die Herrschaft übernahm und Fouquet ausschaltete, gilt in der französischen Geschichtseinteilung als Grenzjahr zwischen Barock und Klassik und den in diesen Bezeichnungen enthaltenen, allerdings stark vereinfachenden Vorstellungen von bunter Regellosigkeit auf der einen Seite sowie makelloser Regelhaftigkeit auf der anderen.
Ausgehend von der frühesten Phase der Preziösenerwähnung hält sich die populäre Annahme eines historischen Preziösentums beziehungsweise seiner Ausartungen bis heute trotz der korrigierenden Forschungsergebnisse. Spätestens seit Mitte der 1960er Jahre spricht die wissenschaftliche Literatur den „lächerlichen Preziösen“ das reale Dasein ab und erklärt sie zur grotesken Karikatur der Tatsachen; auch die „echten Preziösen“ (zumindest als kulturell und sozial identifizierbare Bewegung oder Gruppe mit programmatischen Zielen) werden mittlerweile in Frage gestellt. Hingegen erscheinen „preziös“ und „Preziosität“ weiterhin als geschichtswissenschaftliche Termini, allerdings nicht in dem von der Tradition überlieferten Sinn. Der Akzent des Begriffs hat sich von der ästhetischen Selbststilisierung wegverschoben hin zu dessen emanzipatorischem und frühaufklärerischem Umfeld innerhalb der französischen Gesellschaft und Literatur des 17. Jahrhunderts.